# 篠原恭二
篠原 恭二（しのはら きょうじ、1949年（昭和24年）8月12日 - ）は、日本のボクサー。 

## 経歴・人物
近畿大学在学中に、1972年ミュンヘンオリンピックに男子ライトウェルター級で出場し、ベスト8入りした。